# Administration territoriale de la Corée du Nord

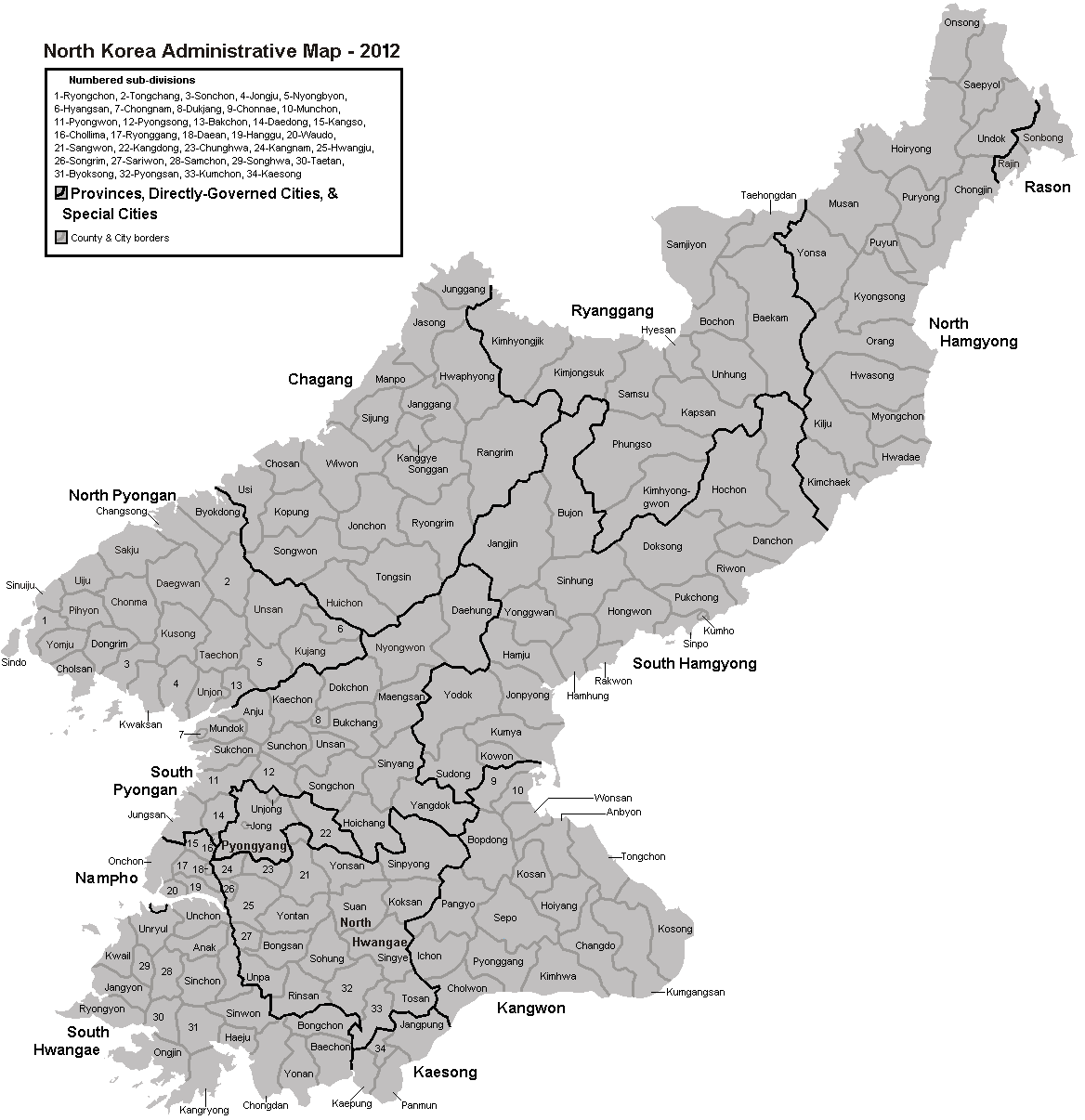
Carte administrative de la Corée du Nord.

Les divisions administratives de la Corée du Nord sont organisées en trois niveaux hiérarchiques. Ces divisions ont été créées en 2002. De nombreuses unités ont des équivalents dans le système de la Corée du Sud. Au plus haut niveau se trouvent neuf provinces, deux villes directement gouvernées et trois régions administratives spéciales. Les divisions de second niveau sont les villes, les comtés, les quartiers et les districts. Celles-ci sont subdivisées en entités de troisième niveau : villes, quartiers, villages et districts ouvriers.
Le système administratif à trois niveaux utilisé en Corée du Nord a été inauguré par Kim Il-sung en 1952, dans le cadre d'une restructuration massive du gouvernement local. Auparavant, le pays utilisait un système à plusieurs niveaux similaire à celui utilisé encore en Corée du Sud.

## Divisions de premier niveau

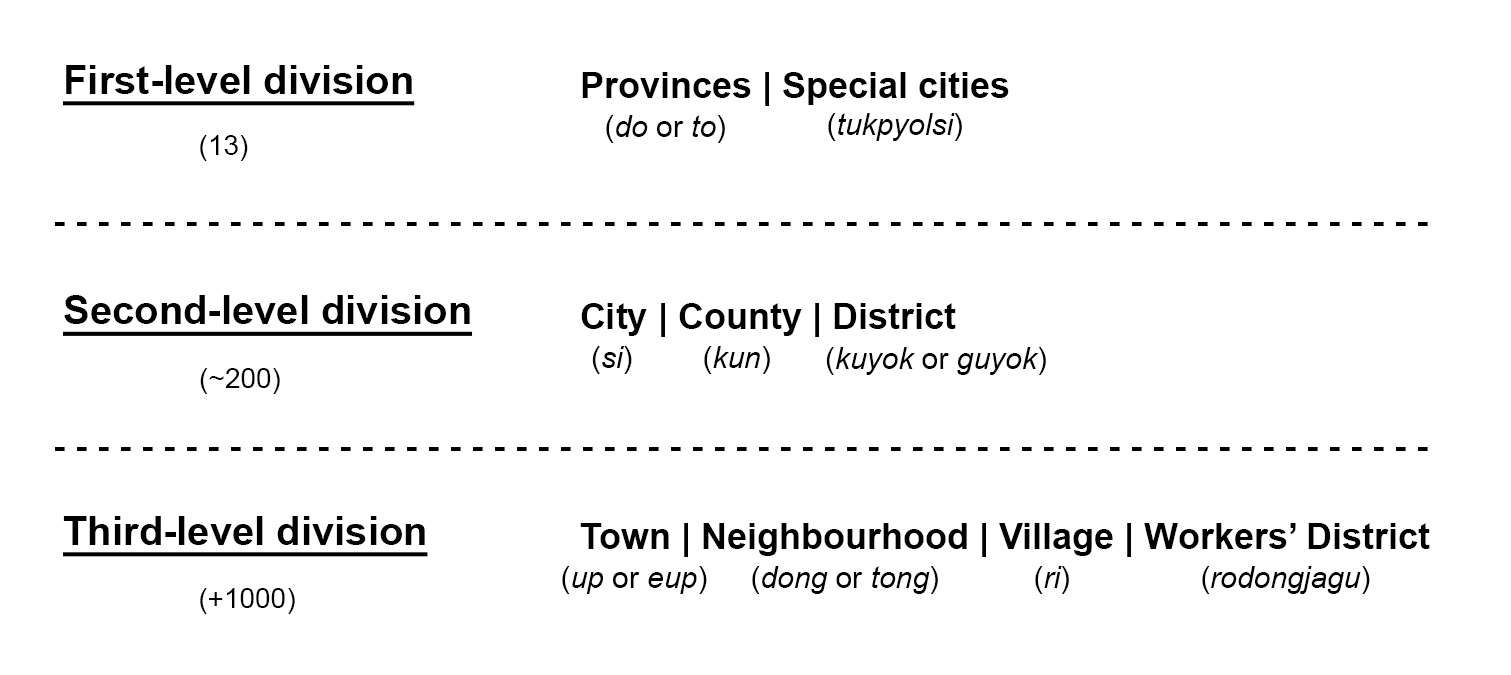
Schéma de la structure administrative du territoire en Corée du Nord

### Provinces
Les neuf provinces (en coréen : 도, to) proviennent des provinces traditionnelles de la Corée, mais ont été subdivisées depuis la division de la Corée. Ce sont de grandes zones comprenant des villes, des régions rurales et montagneuses. Les deux villes spéciales (en coréen : 특별시, t'ŭkpyŏlsi) sont de grandes métropoles métropolitaines qui ont été séparées de leurs anciennes provinces pour devenir des unités de premier niveau. Quatre autres villes ont été directement gouvernées dans le passé, mais ont ensuite été réunies avec leurs provinces ou autrement réorganisées.
- Kangwŏn, au sud-est (chef-lieu de province : Wŏnsan, autre ville importante : Kosŏng), où se situent les monts Kumgangsan (san signifie montagne en coréen) ;
- Chagang, au nord-ouest, frontalière avec la Chine (chef-lieu de province : Kanggye) ;
- Ryanggang, au nord (chef-lieu de province : Hyesan), le mont Paektu, point culminant de la Corée du Nord à la frontière sino-nord-coréenne, appartient au Ryanggang ;
- Pyongan du Nord au nord-ouest (chef-lieu de province : Sinŭiju, à la frontière chinoise) ;
- Pyongan du Sud, à l'ouest (chef-lieu de province : Pyŏngsŏng, autre ville importante : Kangso) ; les monts Myohyang se situent à la limite de la province du Jagang. C'est la province la plus peuplée du pays ;
- Hamgyŏng du Nord (chef-lieu de province : Ch'ŏngjin) à l'extrême nord-est ;
- Hamgyŏng du Sud, au nord-est du pays (chef-lieu de province : Hamhŭng, autre ville importante : le port de Sinpho) ;
- Hwanghae du Nord, au sud du pays (chef-lieu de province : Sariwŏn) ;
- Hwanghae du Sud, à l'extrême-sud-est du pays (chef-lieu de province : Haeju).

### Régions administratives spéciales
- la région touristique des monts Kumgang ;
- la région administrative spéciale de Sinŭiju à la frontière avec la Chine ;
- la zone industrielle de Kaesŏng, près de la Corée du Sud.

Les trois régions administratives spéciales ont toutes été créées en 2002 pour le développement de projets de collaboration avec la Corée du Sud et d’autres pays. L’une d’elles, la région administrative spéciale de Sinŭiju, avait pour objectif d’attirer les investissements et les entreprises chinois, mais depuis 2006, elle n’a jamais été mise en œuvre. Les régions administratives spéciales ne possèdent pas de subdivisions de deuxième et troisième niveaux connues.

### Villes sous statut administratif propre
- Pyongyang (capitale nord-coréenne) et sa province ;
- Rasŏn, à la frontière avec la Russie (composé du comté de Sonbong et du comté de Rajin).

## Divisions de second niveau
La division de second niveau la plus fréquente est le comté (en coréen : 군, kun), une zone moins urbanisée dans une province ou une ville directement gouvernée. Les districts les plus peuplés au sein des provinces sont les villes, et la ville de Nampho est une ville particulière (en coréen : 특급, T'ŭkkŭpsi). Certaines provinces ont également deux types de districts (Ku, Chigu).
Les centres-villes des villes gouvernées directement sont organisés en quartiers (Kuyŏk, équivalent du Gu sud-coréen).

## Divisions de troisième niveau
Les parties rurales des villes et des comtés sont organisées en villages (-ri, 리, 里). Les zones urbaines des villes sont divisées en quartiers (-dong, 동, 洞) et une partie peuplée d'un comté forme une ville (-up, 읍, 邑). Certains comtés ont également des districts ouvriers (-rodongjagu, 구, 勞動者).

## Romanisation des localités
Un nom pour les unités administratives est un suffixer à partir du nom de lieu proprement dit :
- 도 → -do (ou -to, province)
- 특별시 → -tukpyolsi (ville spéciale)
- 시 → -si (grande ville)
- 군 → -kun (ou -gun, arrondissement ou comté)
- 구역 → -kuyok (ou -guyok, arrondissement urbain)
- 동 → -dong (ou -tong, quartier d'une ville)
- 읍 → -up (ou -eup, ville)
- 리 → -ri (ou -ni, ou -li, village)
- 로동자구 → -rodongjagu (district ouvrier)